# Bever (Belgio)
Bever (in francese Biévène) è un comune belga di 2 048 abitanti nelle Fiandre (Brabante Fiammingo). Fa parte dei comuni a facilitazione linguistica.